# Bar Āftāb-e Mīlās
Bar Āftāb-e Mīlās (persiska: Bar Aftāb-e Mīlās, بَر اَفتابِ ميلاس, بَر اَفتاب ميلاس, بر آفتاب ميلاس) är en ort i Iran.   Den ligger i provinsen Chahar Mahal och Bakhtiari, i den centrala delen av landet, 500 km söder om huvudstaden Teheran. Bar Āftāb-e Mīlās ligger 1 613 meter över havet och antalet invånare är 885.
Terrängen runt Bar Āftāb-e Mīlās är varierad.Runt Bar Āftāb-e Mīlās är det ganska glesbefolkat, med 38 invånare per kvadratkilometer. Närmaste större samhälle är Lordegān, 4,3 km öster om Bar Āftāb-e Mīlās. Omgivningarna runt Bar Āftāb-e Mīlās är i huvudsak ett öppet busklandskap.